# 2006 en animation asiatique
Voir aussi : 2006 au cinéma - 2006 à la télévision
2005 en animation asiatique - 2006 en animation asiatique - 2007 en animation asiatique

## Événements
- 14 mai : lancement de Crunchyroll.

## Festivals et conventions
- Du 17 au 28 mai : le 59e Festival de Cannes est présidé par Wong Kar-wai avec Vincent Cassel pour maître de cérémonie. Tokkō y est notamment diffusé.

Article détaillé : Festival de Cannes 2006
- Du 26 au 28 mai : Epitanime 2006
- Du 7 au 9 juillet : Japan Expo (7e impact)

## Récompenses
- Liste des résultats des Japan Expo Awards
- Prix du film Mainichi 2005 :
  - Prix Noburō Ōfuji : Tough Guy!
  - Grand prix de l'animation : Fullmetal Alchemist: Conqueror of Shamballa

## Principales diffusions en France

### Films
- 18 janvier : Pompoko
- 28 juin : Origine
- 23 août : Nausicaä de la vallée du vent
- 6 décembre : Paprika

### Séries télévisées
- Beck
- Great Teacher Onizuka (rediffusion)
- One Piece (rediffusion)
- janvier : Blue Gender
- 2 janvier : Naruto
- 30 janvier : Last Exile
- 10 février : Monster
- mars : X
- 4 septembre : Enfer et paradis

## Principales diffusions au Canada

### Séries télévisées
- Naruto

## Principales diffusions au Japon

### Films
- Tachiguishi retsuden
- 7 janvier : Origine
- mars : One Piece: Karakurijō no mecha kyohei
- 6 mars : Mobile Suit Zeta Gundam : A New Translation III
- 11 mars : Keroro-gunsō le super film
- 26 mai : Mobile Suit Gundam SEED DESTINY : Special Edition : The Shattered World (en)
- 15 juillet : Pokémon Ranger et le Temple des mers
- 29 juillet : Les Contes de Terremer
- 5 août : Mission spéciale au pays de la Lune
- 25 août : Mobile Suit Gundam SEED DESTINY : Special Edition : Their Respective Swords (en)
- 24 novembre : Mobile Suit Gundam SEED DESTINY : Special Edition : Flames of Destiny (en)

### OVA
- 10 février : Hellsing Ultimate 1
- 12 février : hanbun no tsuki ga noboru sora 1
- 2 mars : shinigami no ballad 1
- 24 mars : kyō no go no ni 1
- 24 mars : I¨s Pure 4
- 24 mars : Le Prince du tennis OVA
- 29 avril : Mobile Suit Gundam MS IGLOO : Apocalypse 0079
- 26 mai : Fullmetal panic! the second raid OVA
- 26 mai : I¨s Pure 5
- 9 juin : kyō no go no ni 2
- 17 août : mahō sensei Negima! OVA Haru
- 25 août : Hellsing Ultimate 2
- 25 août : Sky Girls OVA
- 1er septembre : Ghost in the Shell: Stand Alone Complex Solid State Society

### Séries télévisées
Les séries non datées ont débuté avant le 1er janvier de cette année
- Bleach
- mai-otome
- Naruto
- One Piece
- 6 janvier : Fate/stay night
- 11 janvier : kashimashi ~girl meets girl~
- 2 février : Rec
- 25 février : Ergo Proxy
- 1er avril : Black Lagoon
- 1er avril : Soul Link
- 2 avril : ARIA The NATURAL
- 2 avril : Digimon Savers
- 2 avril : Kiba
- 2 avril : School rumble ni gakki
- 2 avril : Suzumiya Haruhi no yūutsu
- 3 avril : joshikōsei
- 3 avril : utawareru mono
- 4 avril : Air Gear
- 4 avril : higurashi no naku koro ni
- 5 avril : Inukami!
- 5 avril : Nana
- 6 avril : XXXHOLiC
- 6 avril : Ah! My Goddess - saison 2
- 13 avril : The Third - aoi hitomi no shōjo
- 15 avril : Tokkō
- 15 avril : Witchblade
- 29 avril : Tsubasa -RESERVoir CHRoNiCLE- saison 2
- 18 mai : kamisama Kazoku
- 29 juin : binbō shimai monogatari
- 29 juin : hachimitsu to Clover II
- 1er juillet : Les Supers Nanas Zeta
- 3 juillet : bokura ga ita (C'était nous)
- 9 juillet : NHK ni yōkoso!
- 11 juillet : Tona-Gura!
- 29 juillet : Night Head Genesis
- octobre : Kekkaishi
- 3 octobre : D.Gray-man
- 4 octobre : Death Note
- 4 octobre : Negima!?
- 6 octobre : Bakumatsu kikansetsu irohanihoheto
- 6 octobre : Mamoru-kun ni megami no shukufuku wo!
- 7 octobre : Reborn!
- 7 octobre : Tenpō ibun ayakashi ayashi